# Romy Haag
Romy Haag (1 de enero de 1948) es una bailarina, cantante, actriz y exgerente de club nocturno neerlandesa.

## Primeros años
Cuando tenía 13 años, Romy Haag y su familia se unieron al circo. Comenzó su carrera en el reconocido Circus Strassburger como payaso infantil. A los 16 años se trasladó a París con los trapecistas del circo y debutó en la discoteca parisina Alcazar como bailarina de cabaret.

## Carrera
En 1972, un director de espectáculos estadounidense le ofreció a Haag una reserva para una gira y realizó su espectáculo "Berlin Chanson" en Fire Island, en Long Island y Atlantic City. Allí conoció y se enamoró de un músico callejero de Berlín y decidió volver a Europa para vivir en la capital alemana con él.
En 1974, a los 26 años, abrió su propio cabaret, llamado Chez Romy Haag, en Berlín-Schöneberg. El lugar tuvo éxito y tuvo muchos visitantes notables, incluidos Udo Lindenberg, Zizi Jeanmaire, Patricia Highsmith, Bryan Ferry, Tina Turner, Horst Buchholz, Grace Jones, Rainer Werner Fassbinder, Iggy Pop, Freddie Mercury, Lou Reed y Mick Jagger, a quien ella primero conoció en 1973. En 1976, Haag y David Bowie comenzó una relación romántica; Posteriormente, Bowie se mudó a Berlín y completó su primera gira alemana.